# Ботаканов, Еркин Советбекович
Еркин Советбекович Ботаканов (каз. Еркін Советбекұлы Ботақанов; род. 1 января 1966, село Топтерек, Курчумский район, Восточно-Казахстанская область) — заместитель Министра внутренних дел Республики Казахстан — Главнокомандующий Национальной гвардией (2022—2024).

## Биография
Еркин Советбекович Ботаканов родился 1 сентября 1966 года в селе Топтерек Курчумского района Восточно-Казахстанской области.

### Образование
В 1987 году окончил Алма-Атинское высшее общевойсковое командное училище имени Маршала Советского Союза Конева И. С.
В 2003 году Военную академию ВС РК.
В 2014 году Военную академию Генерального штаба Вооружённых Сил РФ.

## Карьера
С 1987 по 2009 год проходил службу на разных должностях от командира взвода до командира соединения Внутренних войск.
С июля 2009 по июль 2010 года — Заместитель Командующего Внутренними войсками — заместитель председателя Комитета Внутренних войск МВД РК г. Астана.
С июля 2010 по июль 2013 года — Первый заместитель Главнокомандующего Внутренними войсками — начальник Главного штаба — заместитель председателя Комитета Внутренних войск МВД РК г. Астана.
С мая по июль 2013 года — Первый заместитель Главнокомандующего Внутренними войсками — начальник Главного штаба — заместитель председателя Комитета Внутренних войск МВД РК.
С 16 июля 2014 по август 2020 года — Командующий регионального командования «Орталық» Национальной гвардии Республики Казахстан г. Караганды.
С 7 августа 2020 по 19 января 2022 года — Первый заместитель Главнокомандующего Национальной гвардией — начальник Главного штаба г. Нур-Султан.
C 19 января 2022 по 18 сентября 2024 года — Заместитель министра внутренних дел РК — Главнокомандующий Национальной гвардией.
Награждён орденом «Данқ» II степени, «Айбын» II степени, 15 медалями Республики Казахстан, 2 медалями Республики Беларусь, 1 медалью СССР, 2 медалями Республики Таджикистан, 1 медалью Республики Кыргызстан.
Указом президента Казахстана Нурсултана Назарбаева 6 мая 2009 года присвоено воинское звание генерал-майор.
Указом президента Казахстана Касым-Жомарта Токаева 5 мая 2023 года присвоено воинское звание генерал-лейтенант.